# Metacirolana spinosa
Metacirolana spinosa is een pissebed uit de familie Cirolanidae. De wetenschappelijke naam van de soort is voor het eerst geldig gepubliceerd in 1980 door Bruce.